# パティ・スマイス
パティ・スマイス（Patty Smyth、1957年6月26日 - ）は、ニューヨーク出身のアメリカ合衆国のロック・ポップスシンガー、作詞家、作曲家。
1975年に『ホーセス』でデビューしたパンク・ロック・シンガーのパティ・スミス（Patti Smith）とは別人である。

## 下積み～スキャンダル時代
1982年にスキャンダルのリードシンガーとしてデビュー（詳細はスキャンダルの項を参照）。オールディーズ・ポップス色を前面に押し出したセルフタイトルのデビューEPは、コロムビア・レコードの歴代売上No.1となった。同EPから『グッバイ・トゥ・ユー』(Goodbye to You) (全米65位）、『ライン・オン・ユー』(Love's Got A Line On You) (全米59位）のヒットを放ったほか、1984年には『ザ・ウォリアー』(The Warrior) が全米7位の大ヒットとなるも、同ツアー中にバンドは解散。ソロシンガーとしての活動を開始する。

## ソロ・シンガー時代
1985年にザ・フーターズのアルバム"Nervous Night"にゲスト参加。このときの縁がもとで、1987年に発表したファースト・ソロ・アルバム"Never Enough "にフーターズのメンバーが曲作りで参加。
1992年には、ブルース・スプリングスティーンのE Street Bandのキーボード奏者ロイ・ビタンのプロデュースによる2枚目のソロ・アルバム『パティ・スマイス』をリリース。ここからシングル・カットされた、元イーグルスのドン・ヘンリーとのデュエット曲"Sometimes Love Just Ain't Enough"がビルボードの2位まで上昇する大ヒットとなり、ゴールド・ディスクを獲得する（スマイスは、そのキャリアの初期にヘンリーのレコーディングにバック・シンガーとして参加したことがあった）。同アルバムからはさらに"No Mistakes"が全米Top40に食い込んだほか、"I Should Be Laughing"がマイナーヒットとなった。
映画音楽も手がけ、1994年にはアーノルド・シュワルツェネッガー主演の映画『ジュニア』のサウンドトラックに"Look What Love Has Done"を提供し、アカデミー賞、グラミー賞の双方にノミネートされたほか、1998年にSF映画アルマゲドンに"Wish I Were You"が収録された。
1985年には、友人で女優のヴァレリー・バーティネリを通じて、バーティネリの当時の夫であったエディ・ヴァン・ヘイレンと知り合う。エディはデイヴィッド・リー・ロスの脱退時、スマイスを後任リードボーカルの候補として熱心に誘ったが、スマイスは他のメンバーと違って酒を飲まないこと、西海岸に移住したくなかったことから、このオファーを断っている。

## 私生活
パンク・ミュージシャンのリチャード・ヘルとの2年間の同棲の中で1985年に長女ルビーを出産。
1997年4月、元テニスプレーヤーのジョン・マッケンローと結婚。マッケンローの連れ子（女優テータム・オニールとの間の子）3人と、スマイスの連れ子1人、マッケンローとの間にもうけた2人、計6人の子供とともにニューヨークで暮らしている。
マッケンローは彼の自叙伝の中で、彼から受けた数々の刺激によって、当時音楽業界に対して意欲を失いつつあったスマイスが創作意欲を取り戻したと述べている 。

## ディスコグラフィ

### アルバム
- Never Enough (1987) ビルボード全米66位
- Patty Smyth (1992) ビルボード 全米47位
- Greatest Hits – Featuring Scandal (1998)

### シングル
- "Never Enough" (1987) ビルボード全米61位
- "Downtown Train" (1987) 同95位
- "Isn't It Enough" (1987) ビルボードUSメインストリーム・ロックチャート26位
- "Sometimes Love Just Ain't Enough" (with Don Henley) (1992) ビルボード全米2位
- "No Mistakes" (1992) 同33位
- "I Should Be Laughing" (1993) 同86位
- "Shine" (1993)
- "Look What Love Has Done" (1994) ビルボード全米106位